# Німецько-парагвайські відносини
Німецько-парагвайські відносини — дипломатичні зносини між Німеччиною та Парагваєм . Обидва народи мають дружні стосунки, значущість яких зумовлена історією, зокрема німецькою міграцією до Парагваю . Близько 300 000 парагвайців стверджують, що мають  німецьке походження.  Обидві країни є членами ООН .

## Історія

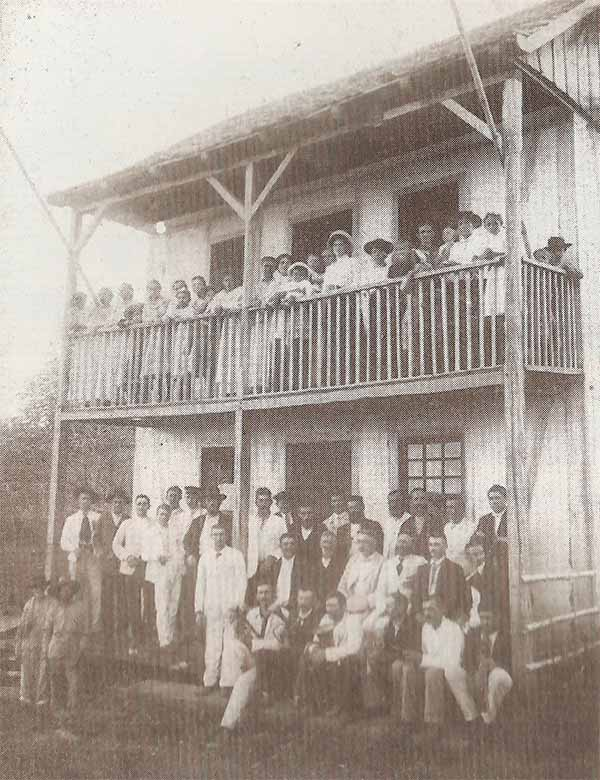
Німецькі мігранти в Хоенау, Парагвай, 1912 рік.

Парагвай встановив дипломатичні зносини з Пруссією ще в 1860 році  Після війни Троїстого союзу між Парагваєм та сусідніми країнами,  Парагвай втратив до 69% свого населення. Причинами цього були  хвороби, голод і фізичне виснаження. Серед загиблого населення, близько  90%  становили  особи чоловічої статі. У результаті даних подій, влада Парагваю змушена була вжити заходів для сприяння імміграції у країну.  Декілька громад з Європи та Азії скористалися можливістю поселитися в Парагваї. Однією із перших  була група німців на чолі з Бернхардом Ферстером та Елізабет Ферстер-Ніцше (сестрою німецького філософа Фрідріха Ніцше ), яка приїхали до Парагваю в 1887 році з 14 німецькими родинами, щоб заснувати та створити спільноту в Новому Світі та продемонструвати вищість німецької культури та суспільства.  Поселення, яке вони заснували, було названо Нова Германія . Незважаючи на те, що дехто з поселення повернувся до Німеччини,  багато хто залишився, і їхні нащадки живуть  в Парагваї до сьогодні. Пізніше групи менонітів прибули до Парагваю та оселилися в  районі Гран-Чако . 
У 1922 році Німеччина відкрила дипломатичне представництво в Асунсьйоні .  У період між двома світовими війнами  було ще кілька хвиль німецької імміграції до Парагваю. Під час Другої світової війни Парагвай спочатку підтримував країни гітлерівської коаліції, але через міжнародний тиск у лютому 1945 року Парагвай оголосив війну цим державам. Під час війни Парагвай був основною зоною для німецьких шпигунів під час операції «Болівар» . Після війни Парагвай прийняв  багато нацистів, які уникли полону та суду. Серед них були такі відомі нацисти,  як Едуард Рошман і Йозеф Менгеле. У 1959 році Йозеф Менгеле став натуралізованим громадянином Парагваю та проживав у Хоенау, Парагвай, поблизу аргентинського кордону. 
.У 1954 році Західна Німеччина відкрила посольство в Асунсьйоні. У тому ж році президентом Парагваю став Альфредо Строесснер. Строесснер мав німецьке походження з боку батька і правив Парагваєм протягом 35 років. Його правління стало відомим як Епоха Стронато. Строесснер підтримував тісні політичні зв'язки із Західною Німеччиною та неодноразово відвідував країну, але відносини між Західною Німеччиною та Строесснером погіршилися, коли уряд Західної Німеччини тиснув на нього з вимогою припинити надавати притулок нацистським воєнним злочинцям у Парагваї. У 1964 році уряд Західної Німеччини попросив Строесснера екстрадувати Менгеле, але Строесснер різко  відмовився позбавити його громадянства. У лютому 1989 року Строесснер був усунутий від влади, і відносини між Західною Німеччиною та Парагваєм відновилися.
Після возз'єднання Німеччини вона продовжила допомагати Парагваю на шляху до демократії та у розслідуванні порушень прав людини, скоєних під час диктатури Строесснера. . Німецьке агентство розвитку GIZ провело кілька проектів, пов'язаних із розвитком у Парагваї. Крім того, лідери обох країн зустрічалися багато разів та підписали декілька двосторонніх угод. У травні 2019 року міністр закордонних справ Парагваю Луїс Кастільйоні відвідав Німеччину та зустрівся з міністром закордонних справ Німеччини Гайко Маасом. Під час свого візиту міністр Кастільйоні попросив про подальшу підтримку Німеччини у зміцненні верховенства права, програм стипендій для спеціалізацій та допомоги у боротьбі з вирубкою лісів та зміною клімату в Парагваї. 

## Торгівля
У 2019 році торгівля між обома країнами склала 270 мільйонів євро. Основними експортними товарами Німеччини до Парагваю є: запчастини до транспортних засобів, машини та хімічна продукція. Основними експортними товарами Парагваю до Німеччини є: сировина, особливо насіння олійних культур та олійні плоди. Німецька допомога у розвитку Парагваю зосереджена на сільському розвитку та сталому управлінні ресурсами. 

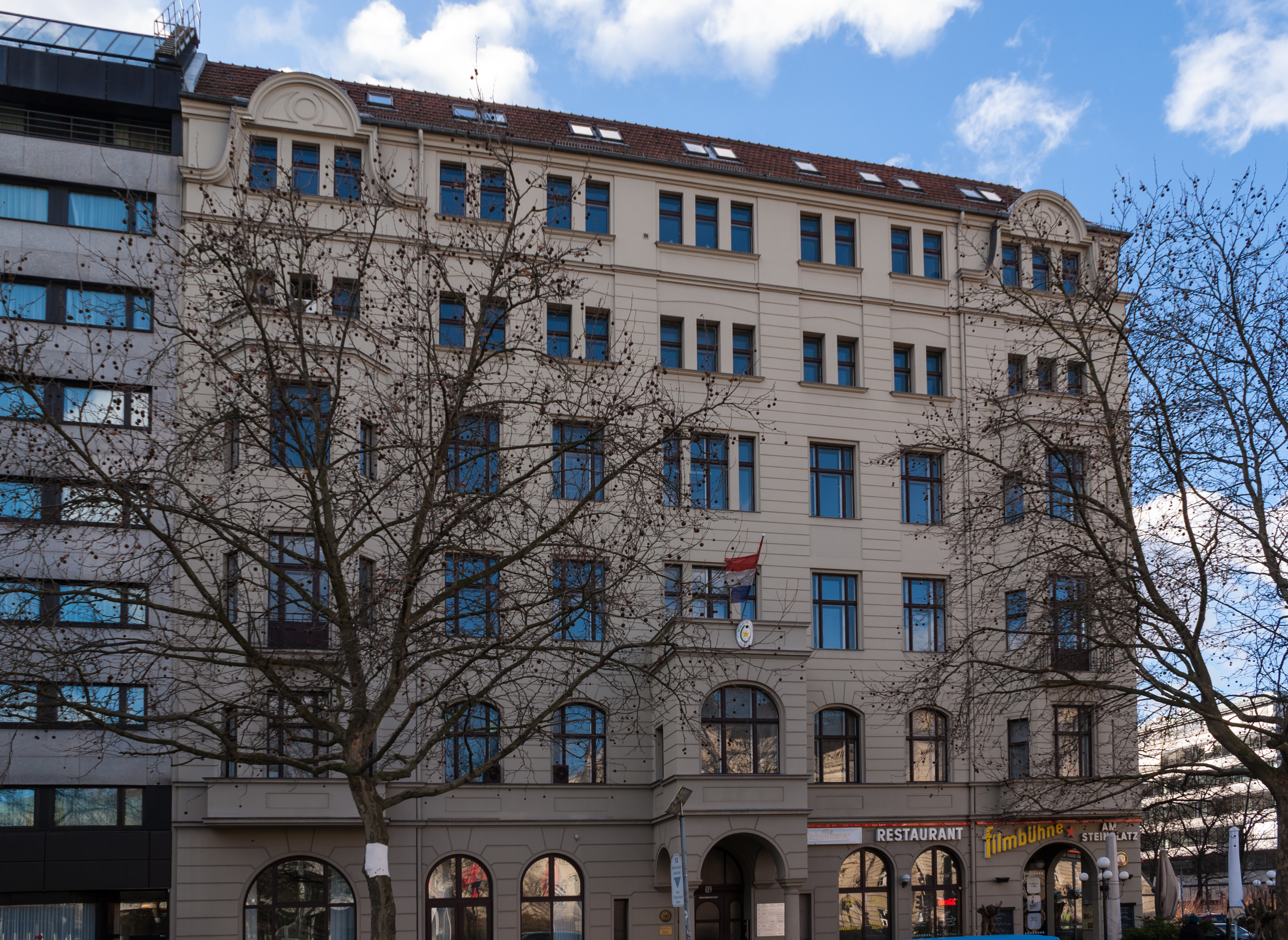
Посольство Парагваю в Берліні

## Постійні дипломатичні представництва
- Німеччина має посольство в Асунсьйоні . [12]
- Парагвай має посольство в Берліні та генеральне консульство у Франкфурті . [13]

## Дивіться також
- Німці в Парагваї